# Regi Blinker
Reginald Waldi „Regi” Blinker (ur. 4 czerwca 1969 w Paramaribo) – holenderski piłkarz pochodzący z Surinamu, grał na pozycji lewego skrzydłowego.

## Życiorys
Karierę piłkarską rozpoczął w Feyenoordzie w 1986 roku i na De Kuip spędził 10 sezonów, z wyjątkiem jednego wypożyczenia do Den Bosch. Przed sezonem 1995–1996 dołączył do Sheffield Wednesday, by za rok podpisać kontrakt z Celtikiem. Blinker przeniósł się do Szkocji za namową legendy Feyenoordu, Wima Jansena, który wówczas był trenerem The Bhoys.
W Szkocji rozegrał trzy sezony i powrócił do kraju w 2000 roku. Przez sezon grał w RBC Roosendaal, następnie w Sparcie Rotterdam, gdzie też zakończył zawodową karierę. W 2003 roku związał się z amatorską drużyną Deltasport Vlaardingen, a ostatecznie zaprzestał gry w 2006 roku.